# Żakowka (obwód smoleński)
Żakowka (ros. Жаковка) – wieś (ros. деревня, trb. dieriewnia) w zachodniej Rosji, w osiedlu wiejskim Chochłowskoje rejonu smoleńskiego w obwodzie smoleńskim.

## Geografia
Miejscowość położona jest w pobliżu rzeki Moszna, 7,5 km od drogi federalnej R135 (Smoleńsk – Krasnyj – Gusino), 7,5 km od drogi federalnej R120 (Orzeł – Briańsk – Smoleńsk – Witebsk), 26 km od drogi magistralnej M1 «Białoruś», 7,5 km od centrum administracyjnego osiedla wiejskiego (Chochłowo), 15 km od Smoleńska, 13,5 km od najbliższego przystanku kolejowego (Dacznaja II).

## Demografia
W 2010 r. miejscowość zamieszkiwała 1 osoba.